# Giro dell'Umbria 1971
Il Giro dell'Umbria 1971, trentesima edizione della corsa, si svolse il 19 agosto 1971 su un percorso di 219 km. La vittoria fu appannaggio del belga Antoon Houbrechts, che completò il percorso in 5h54'00", precedendo gli italiani Luigi Sgarbozza e Roberto Poggiali.
I corridori che tagliarono il traguardo di Perugia furono 64.

## Ordine d'arrivo (Top 10)
| Pos. | Corridore           | Squadra           | Tempo    |
| ---- | ------------------- | ----------------- | -------- |
| 1    | Antoon Houbrechts   | Salvarani         | 5h54'00" |
| 2    | Luigi Sgarbozza     | G.B.C.-Zimba      | a 50"    |
| 3    | Roberto Poggiali    | Salvarani         | s.t.     |
| 4    | Wladimiro Panizza   | Cosatto-Marsicano | s.t.     |
| 5    | Mauro Simonetti     | Ferretti          | s.t.     |
| 6    | Wilmo Francioni     | Ferretti          | s.t.     |
| 7    | Sandro Cammilli     | Zonca-Santini     | s.t.     |
| 8    | Giovanni Cavalcanti | Filotex           | s.t.     |
| 9    | Luigi Castelletti   | Molteni           | a 1'15"  |
| 10   | Arturo Pecchielan   | G.B.C.-Zimba      | a 2'25"  |